# Santa María del Camí
Santa Maria del Camí là một đô thị trên đảo Mallorca, thuộc quần đảo Baleares, Tây Ban Nha.